# 佐賀県道257号梅野有田線
佐賀県道257号梅野有田線（さがけんどう257ごう うめのありたせん）は、佐賀県武雄市から西松浦郡有田町に至る一般県道である。

## 概要
武雄市武内町大字梅野から西松浦郡有田町泉山2丁目に至る。
有田町の区間は終点付近のごくわずかで大半は武雄市の区間である。

### 路線データ
- 起点：佐賀県武雄市武内町大字梅野（佐賀県道38号相知山内線交点）
- 終点：佐賀県西松浦郡有田町泉山2丁目（泉山交差点、国道35号交点、佐賀県道233号上有田停車場線終点）

## 路線状況

### 重複区間
- 佐賀県道26号伊万里山内線（武雄市山内町大字大野 - 武雄市山内町大字宮野・山内町宮野宿交差点）

### 道路施設

#### 橋梁
- 住吉橋（網内橋、武雄市、佐賀県道26号伊万里山内線重複区間内）

## 地理

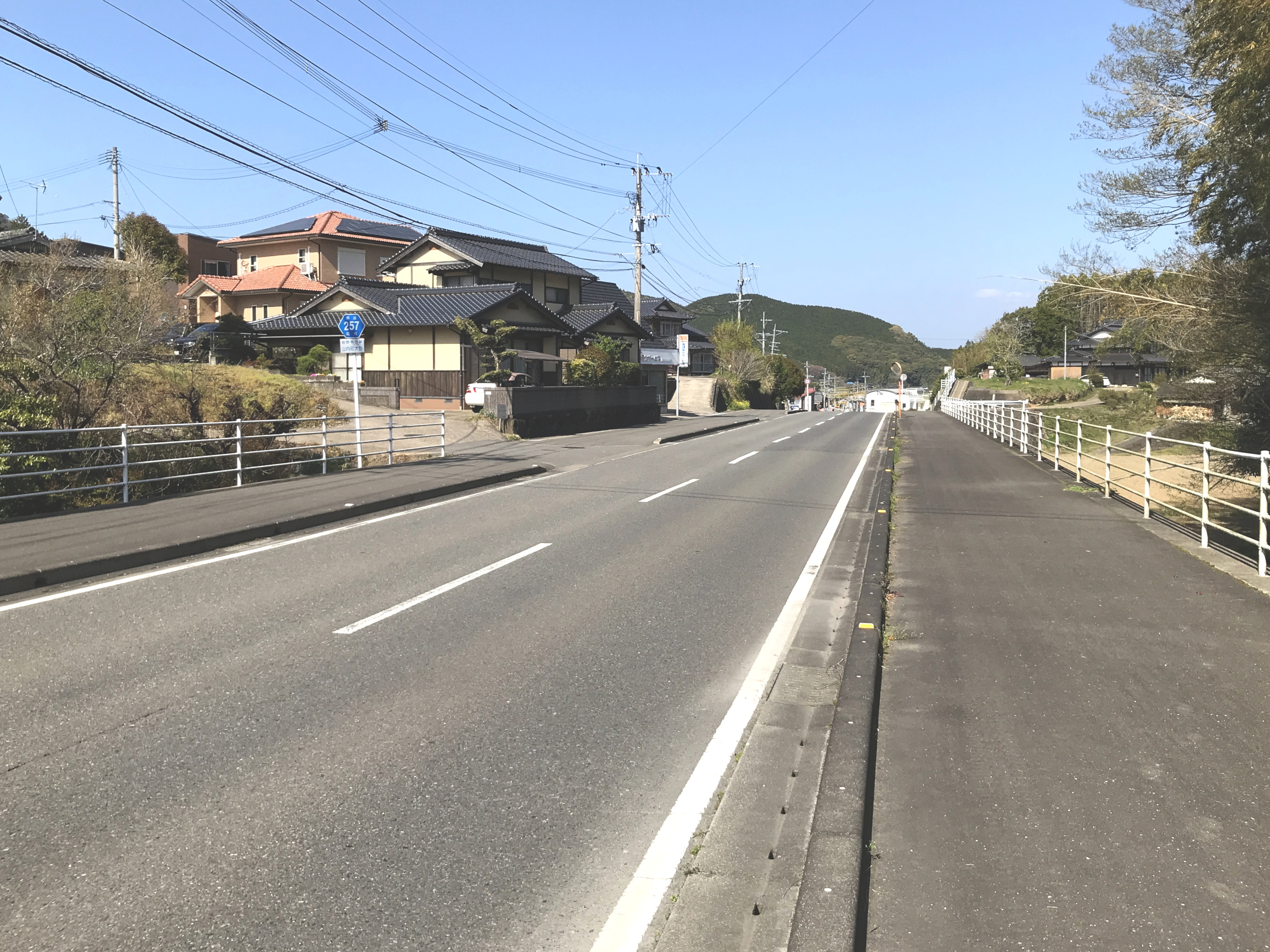
武雄市山内町大野から武内町梅野方面

### 通過する自治体
- 武雄市
- 西松浦郡有田町

### 交差する道路
| 交差する道路                          | 市町村名 | 市町村名 | 交差する場所   | 交差する場所       |
| ------------------------------------- | -------- | -------- | -------------- | ------------------ |
| 佐賀県道38号相知山内線                | 武雄市   | 武雄市   | 武内町大字梅野 | 起点               |
| 佐賀県道26号伊万里山内線 重複区間起点 | 武雄市   | 武雄市   | 山内町大字大野 |                    |
| 佐賀県道26号伊万里山内線 重複区間終点 | 武雄市   | 武雄市   | 山内町大字宮野 | 山内町宮野宿交差点 |
| 国道35号 佐賀県道233号上有田停車場線  | 西松浦郡 | 有田町   | 泉山2丁目      | 泉山交差点 / 終点  |

### 交差する鉄道
- 佐世保線

### 沿線
- JR九州佐世保線 上有田駅